# مهدي الرصايصي
مهدي الرصايصي لاعب كرة قدم تونسي من مواليد 5 مارس 1990 و يشغل مهدي الرصايصي مركز مدافع يلعب حالياً في نادي النجف .

## روابط خارجية
- مهدي الرصايصي على موقع قاعدة بيانات كرة القدم.إي يو (الإنجليزية)
- مهدي الرصايصي على موقع Soccerway.com (الإنجليزية)